# Pointe-Calumet
Pointe-Calumet est une municipalité d'environ 7 000 habitants, située dans la municipalité régionale de comté (MRC) de Deux-Montagnes dans la région administrative des Laurentides au Québec (Canada).

## Histoire
Pointe-Calumet a jadis été un immense terrain de camping. Au fil du temps on y a construit des chalets qui sont devenus des maisons. La municipalité est née en 1953. Au milieu des années 1970, un mur d'endiguement entourant la municipalité a été construit pour stopper les inondations qui obligeaient les résidents à circuler en chaloupe dans les rues.
Il y a aussi eu un train qui allait d'Oka à Montréal. Celui-ci transportait les touristes. Il a été remplacé par une piste cyclable appelée « La Vagabonde » qui fait partie du réseau de la Route verte.

## Géographie
La municipalité est située sur la rive nord-est du lac des Deux Montagnes.

## Démographie
| 1981  | 1986  | 1991  | 1996  | 2001  | 2006  | 2011  | 2016  | 2021  |
| ----- | ----- | ----- | ----- | ----- | ----- | ----- | ----- | ----- |
| 2 935 | 3 450 | 4 482 | 5 443 | 5 604 | 6 574 | 6 396 | 6 428 | 6 281 |

## Administration
Les élections municipales se font en bloc et suivant un découpage de six districts.
| Pointe-Calumet Maires depuis 2003                                                                                    |                |         |          |
| Élection | Maire          | Qualité | Résultat |
| 2003 | Jacques Séguin |         | Voir     |
| 2005 | Jacques Séguin | Voir    |          |
| 2009 | Jacques Séguin | Voir    |          |
| 2012 | Denis Gravel   |         | Voir     |
| 2013 | Denis Gravel   | Voir    |          |
| 2017 | Sonia Fontaine |         | Voir     |
| 2021 | Sonia Fontaine | Voir    |          |
| Élection partielle en italique Depuis 2005, les élections sont simultanées dans toutes les municipalités québécoises |                |         |          |

## Attraits
Pointe-Calumet est surtout reconnue pour son parc aquatique, Super Aqua Club et son club extérieur, le plus grand d’Amérique du Nord, le Beachclub.
Grâce à la popularité du Beachclub, Pointe-Calumet bénéficie d'une importante activité économique, attirant chaque été des milliers de visiteurs et de nombreuses célébrités internationales. Sous la direction d'Olivier Primeau, l'établissement est devenu un lieu incontournable de la culture populaire québécoise, accueillant des artistes et personnalités influentes comme Kylie Jenner, Justin Bieber et Dan Bilzerian. Cette notoriété contribue à la visibilité de la municipalité et génère d'importantes retombées économiques pour la région.
Annoncé comme le dernier été du Beachclub, 2024 devait initialement marquer la fin d'une époque avant un renouveau.
La ville est située à proximité de plusieurs points importants dans la région: le parc national d'Oka, la municipalité de Saint-Joseph-du-Lac et ses pommes, le Lac des Deux Montagnes et ses attractions nautiques comme l'école de voile Sansoucy ainsi qu'à proximité du train de banlieue de la ligne Deux-Montagnes.

## Éducation
La Commission scolaire de la Seigneurie-des-Mille-Îles administre les écoles francophones.
Les écoles sont:
- École des Perséides à Pointe-Calumet
- École polyvalente Deux-Montagnes à Deux-Montagnes

La Commission scolaire Sir Wilfrid Laurier administre les écoles anglophones:
- École primaire Mountainview et école primaire Saint Jude, à Deux-Montagnes[9],[10]
- École secondaire Lake of Two Mountains (en) à Deux-Montagnes[11]